# 河島光広
河島 光広（かわしま みつひろ、1931年 - 1961年3月19日）は、漫画家。別名義：尾張まこと。
愛知県名古屋市出身。若くして才能を発揮し、手塚治虫からも絶賛されたが、結核に罹り1961年3月19日に30歳で死去した。

## 作品リスト
- 宮本武蔵（朝日出版社）
- 三日月童子（朝日出版社）
- 天晴れ小次郎（朝日出版社）
- どくろの城 （朝日出版社）
- 快男児　西部の虎（冒険王 1953年9月号）
- 十字架の剣士（探偵王臨時増刊「漫画ブック」1953年12月20日発行）
- ペッペ君とボンベ君（少年画報 1954年1月号）
- 決闘の町（少年画報 1954年3月号付録「佐々木小次郎」）
- 白面の剣士（少年画報 1954年6月号 - 9月号）
- 太平洋魔城（少年画報 1954年9月号付録）
- ビリーパック（少年画報 1954年10月号 - 1961年6月号）（1961年7月号以降は矢島利一作画）
- 夕月一刀流（少年画報 1961年1月号 - 7月号）尾張まこと　名義
- 少年宮本武蔵　くさりがまの決闘（少年画報 1961年4月号）尾張まこと　名義